# Slavica Đukić Dejanović
Slavica Đukić Dejanović (en serbio: Славица Ђукић Дејановић; Rača, 4 de julio de 1951) es una política serbia, actual ministra sin cartera en el gobierno de Serbia y exministra de salud del país. Miembro del Partido Socialista de Serbia, fue también presidenta de Serbia en forma interina y presidenta de la Asamblea Nacional de Serbia.

## Biografía

### Primeros años
Estudió en la Facultad de Medicina de la Universidad de Belgrado, donde obtuvo una maestría en 1983 y luego un doctorado en 1986, con una especialización en neuropsiquiatría.

### Carrera profesional
A partir de 1982, enseñó en la Facultad de Medicina de la Universidad de Kragujevac, primero como asistente y luego como profesora asistente y, desde 1992, como profesora asociada. En 1993, se convirtió en vicerrectora de dicha universidad, cargo que ocupó hasta el año 2000. Fue nombrada oficialmente profesora en 1996. De 1995 a 2002, dirigió el centro clínico y hospital de Kragujevac. A partir de 2001, ocupó diversos cargos directivos mientras continuaba trabajando para el centro como directora científica de la clínica psiquiátrica.
Como doctora, también se convirtió en vicepresidenta de la Asociación de Psiquiatras Serbios y miembro de la presidencia de la Asociación de Psiquiatría Forense de Serbia. Fue autora de siete libros y cinco libros de texto para estudiantes y ha escrito unos 200 artículos científicos.

### Carrera política
En 1990 se une al Partido Socialista de Serbia (SPS), tras su fundación por Slobodan Milošević. Desde octubre de 2000 hasta enero de 2001, se desempeñó como ministra de salud y familia de la República Federal de Yugoslavia en el gobierno interino que se estableció tras una serie de protestas. Entre 2000 y 2006, fue elegida por el PSP en tres ocasiones, accediendo a un escaño de la Asamblea de la República Federativa de Yugoslavia y luego de la Asamblea de Serbia y Montenegro.
En 2008 es electa diputada y el 25 de junio de ese año, fue elegida presidenta de la Asamblea Nacional de Serbia.
En ese cargo, tras la decisión del presidente Boris Tadić de renunciar y buscar la reelección en las elecciones presidenciales serbias del 6 de mayo de 2012, se convirtió en presidenta interina el 5 de abril de 2012.
En las elecciones legislativas del 6 de mayo de 2012, es reelegida en la Asamblea. El 27 de julio de 2012 el primer ministro la Ivica Dačić la designa ministra de salud. El 11 de agosto de 2016 fue designada ministra sin cartera, responsable de la prevención de la violencia y la protección de niños y personas con discapacidad.